# Lissothus chaambi
Espèce
Lissothus chaambi est une espèce de scorpions de la famille des Buthidae.

## Distribution
Cette espèce est endémique d'Algérie. Elle se rencontre vers Metlili.

## Description
Le mâle holotype mesure 22,5 mm et la femelle paratype 25,6 mm.

## Publication originale
- Lourenço & Sadine, 2014 : « A new species of the rare buthid scorpion genus Lissothus Vachon, 1948 from Central Algeria (Scorpiones, Buthidae). » Comptes Rendus Biologies, vol. 337, no 6, p. 416–422.